# Horn-Sammlung im Schloss Eutin
Die Horn-Sammlung im Schloss Eutin ist eine kulturhistorische Dauerausstellung in Eutin, Schleswig-Holstein, Kreis Ostholstein. Im Museum Schloss Eutin befindet sich die Ausstellung im zweiten Obergeschoss. 2001 wurde sie mit der Bezeichnung „Rund ums Horn“ eröffnet.
Die deutschlandweit einzigartige Sammlung historischer Hörner stammt von Uwe Bartels und Manfred Hein. Der geborene Cuxhavener Bartels hat gemeinsam mit seinem Freund, dem Hamburger Hein, der Stiftung Schloss Eutin über 500 Horn-Exponate leihweise zur Verfügung gestellt, in großen Teilen sogar geschenkt.
Die Neupräsentation 2016 war Teil eines umfassenden Entwicklungskonzepts, das auch die Neugestaltung des Schlossmuseums und die Einrichtung eines Ausstellungsbereiches für Sonderausstellungen beinhaltete. Ermöglicht wurde dies durch die Unterstützung des Landes Schleswig-Holstein. Die Stiftung Schloss Eutin erhielt für das Projekt Mittel öffentlicher und privater Zuwendungsgeber.

## Geschichte, Eröffnung, Präsentation
Auf Initiative von Gerd Schumacher (Bad Malente) ist die Horn-Ausstellung nach Eutin gekommen. Die Entscheidung fiel im Jahr 2000. Ein Jahr später ist die Sammlung von Uwe Bartels und Manfred Hein im Schloss Eutin in vier Räumen im Südflügel untergekommen. Am 17. Oktober 2010, zehn Jahre nach der Entscheidung, dass die Sammlung ins Eutiner Schloss kommt, sind die Stifter zu einer Ehrung und zum Eintrag ins „Goldene Buch“ der Stadt geladen worden.
2015 kündigte die Stiftung Schloss Eutin neue und größere Räume mit besseren Präsentationsmöglichkeiten im zweiten Obergeschoss an. Im Oktober 2016 wurde die Ausstellung in einem Festakt mit über 100 Gästen neu eröffnet. Auch für Kinder wurde die Ausstellung gestaltet, da sie in einer kleinen „Werkstatt“ selbst Hörner aus Haushaltsgegenständen basteln und ein Jagdhorn ausprobieren können.
Manfred Hein war der eigentliche Sammler, Uwe Bartels hat als Wissenschaftler den Aufbau der Sammlung begleitet. Manfred Hein verstarb im Jahr 2019. Uwe Bartels hatte lange Zeit eine Professur für Naturhorn am Early Music Institute der Indiana University/USA, komponierte unter anderem den „Niedersächsischen Jägermarsch“ und unterrichtet mit über 90 Jahren noch aktiv.

## Inhalt der Ausstellung
Die Ausstellung dokumentiert in zwei Räumen die Entwicklung des Horns vom archaischen Signal- und Kultinstrument bis hin zum Orchesterinstrument. Exponate stammen aus Europa, Afrika, Asien und dem Nahen Osten. Angefangen beim Triton-Schneckenhorn bis hin zum Orchester-Ventilhorn des frühen 20. Jahrhunderts zeigt sie die technische Entwicklung und wertvolle Einzelstücke herausragender Werkstätten. Eine Vitrine im Flur zeigt die Materialvielfalt: Hörner aus Rinderhorn, Elfenbein, Glas, Porzellan, Messing mit Neusilber und ein Horn aus Epoxidharz/Leder/Holz – ein Eigenbau von Uwe Bartels als Material- und Klangexperiment.
Thematische Schwerpunkte der Ausstellung sind:
- das Horn in rituellen und religiösen Kontexten,
- Materialien und Techniken im Instrumentenbau,
- die Entwicklung des Horns als Jagd- und Signalinstrument,
- das Horn in der Musikgeschichte, insbesondere der Klassik und Romantik.

Zu sehen sind unter anderem:
- Triton, Kudo, Schofar, Luren, Bucina, Hirtenhörner, Alphorn, Didgeridoo, Querhorn, Dung Chen, Dbang Dung
- Signalhörner darunter Hifthorn, Flügelhörner, Grifflochhörner, Klappenhorn, Sauerländer Halbmond
- Musikinstrumente wie Russische Hörner, Parforcehörner, Fürst-Pless-Hörner, Waldhörner, Inventionshorn, Ventilhörner sowie Trompes des Chasse, darunter die Modelle Dauphine, Orleans und als Rarität das Modell Lorraine.

Zu den Besonderheiten zählt ein wertvolles Parforcehorn aus Versailles, das aus der Zeit des „Sonnenkönigs“ (17. und 18. Jahrhundert) stammt. Dazu zählt auch ein Übergangsmodell vom Inventionshorn zum Ventilhorn mit einsetzbaren Hub-Ventilen. Dieses „Cor Monopole“ stammt von Couesnon aus Paris (frühes 20. Jahrhundert). Ventilhörner mit Drehventilen befinden sich ebenfalls in der Ausstellung. Eine Auswahl von Porzellanfiguren zeigen Motive der Jagd und Szenen des höfischen Lebens sowie Dioramen, die aus der Hand von Manfred Hein stammen.

## Führung und Museumspädagogik
Zu den Wegbereitern dieser Ausstellung zählen die ehemalige Geschäftsführende Stiftungsvorständin, Frederike von Cossel (bis 14. September 2016) und die Kuratorin der Ausstellung, Susanne Petersen. Zu deren Konzept zählen ausführliche Beschriftungen und 24 Klangbeispiele. "Besonders wichtig", so die Kuratorin, "damit man die Ausstellung auch ohne Führung erleben kann". Eigens dafür wurden Tonaufnahmen im Gobelinzimmer des Schlosses aufgenommen. Tonfolgen, Signale und Musikstücke von Händel und Brahms spielte Anke Saxinger aus Tostedt (Nordheide) unter Mitwirkung von Uwe Bartels ein. Regelmäßige öffentliche und individuelle Führungen ergänzten  das  Angebot. Noch heute zeugen ein Dutzend dafür erworbene  Audioguides älterer Generation mit Ladestation in der „Werkstatt“.

## Bedeutung
Die Ausstellung beleuchtet die kulturhistorische Bedeutung des Horns als eines der ältesten Instrumente der Menschheitsgeschichte. Sie stellt die Verbindung zwischen Handwerk, Kult, Kommunikation und Musik dar. Die Horn-Ausstellung ist europaweit einmalig und zählt mit rund 70 ausgestellten Hörnern zu den fünf Museen in Europa, die Hörner – neben andern Musikinstrumenten – in dieser Breite präsentieren. Die über 500 Exponate der Sammlung haben einen Wert von rund 300.000 Euro.
Die Ausstellung verbindet materielles Kulturerbe mit musikalischer Tradition in Schleswig-Holstein und bietet Potenzial, diese in den Kontext des Schlossmuseums (Musik und Jagd am Hofe) und des in Eutin geborenen Komponisten Carl Maria von Weber zu rücken. Mehrere seiner Werke sind mit prominenter Hornbeteiligung (u. a. Oberon, Der Freischütz, Concertino für Horn, op. 45).
Interessierte können einen Rundgang durch die Ausstellungsräume im zweiten Stockwerk des Museums  buchen. Daher hat der Blechblasinstrumentenmachermeister Andreas Förster eine von  Bartels autorisierte Bestandsliste mit Details von 70 ausgewählten historischen Hörnen aus der Sammlung erstellt und online veröffentlicht.